# Ліснянська сільська рада
Ліснянська сільська́ ра́да (біл. Ляснянскі сельсавет) — адміністративно-територіальна одиниця у складі Барановицького району Берестейської області Білорусі. Адміністративний центр сільської ради — село Лісна.

## Склад ради
Населені пункти, що підпорядковувалися сільській раді станом на 2009 рік:
| Населений пункт | Тип     | Населення, осіб (2009) |
| --------------- | ------- | ---------------------- |
| Березовка       | село    | 51                     |
| Грицевець       | станція | 19                     |
| Груди           | село    | 1                      |
| Гута            | село    | 145                    |
| Лесино          | село    | 80                     |
| Лісна           | село    | 1645                   |
| Павлиново       | село    | 219                    |
| Свояшки         | село    | 4                      |
| Тартаки         | село    | 80                     |

## Населення
За переписом населення Білорусі 2009 року чисельність населення сільської ради становило 2244 особи.

### Національність
Розподіл населення за рідною національністю за даними перепису 2009 року:
| Національність            | Осіб | Відсоток |
| ------------------------- | ---- | -------- |
| білоруси                  | 1676 | 74,69 %  |
| поляки                    | 278  | 12,39 %  |
| росіяни                   | 209  | 9,31 %   |
| українці                  | 62   | 2,76 %   |
| національність не вказана | 8    | 0,36 %   |
| узбеки                    | 3    | 0,13 %   |
| євреї                     | 1    | 0,04 %   |
| татари                    | 1    | 0,04 %   |
| азербайджанці             | 1    | 0,04 %   |
| литовці                   | 1    | 0,04 %   |
| молдовани                 | 1    | 0,04 %   |
| таджики                   | 1    | 0,04 %   |
| болгари                   | 1    | 0,04 %   |
| комі-перм'яки             | 1    | 0,04 %   |
| Разом                     | 2244 | 100 %    |